# 宇宙飛行士の日
宇宙飛行士の日（ロシア語: День Космонавтики、英語: Cosmonautics Day）は、人類初の軌道飛行を記念して、主にロシアで毎年4月12日に祝われる祝日である。この記念日は、1962年4月9日にソビエト連邦によって制定された。現在のロシアでは、 "On the Days of Military Glory and the Commemorative Dates in Russia"法のArticle 1.1に基づいて行われている。
宇宙飛行士の日は、1961年4月12日に27歳のソビエト人宇宙飛行士ユーリイ・ガガーリンがボストーク1号に搭乗して1時間48分で地球を1周した史上初の有人宇宙飛行を記念したものである。
これはまさにソビエト連邦の宇宙開発の大きな成功であり、世界中で大きな反響があった。ガガーリンはすぐにソビエト連邦の国民的なヒーローだけではなく、世界的なヒーローになった。世界中の主要な新聞が彼の伝記や飛行の詳細について掲載した。モスクワやその他ソビエト連邦の大きな都市ではパレードが開催され、その規模は第二次世界大戦の戦勝記念パレードに次ぐ程であった。
ガガーリンは高位の役人の車列にエスコートされ、モスクワの通りを通ってクレムリンに向かい、そこでは豪華なセレモニーが催され、彼はニキータ・フルシチョフからソビエト連邦で最高の栄誉であるソ連邦英雄の勲章を受けた。
宇宙飛行士の日には、ガガーリンの像があるモスクワ州コロリョフからセレモニーが出発し、人々は警察による警護の下にガガーリンが葬られている赤の広場のKremlin Wall Necropolisを訪れ、さらに宇宙征服者のオベリスク近くの宇宙飛行士通りを通ってノヴォデヴィチ墓地まで続く。

## 関連項目

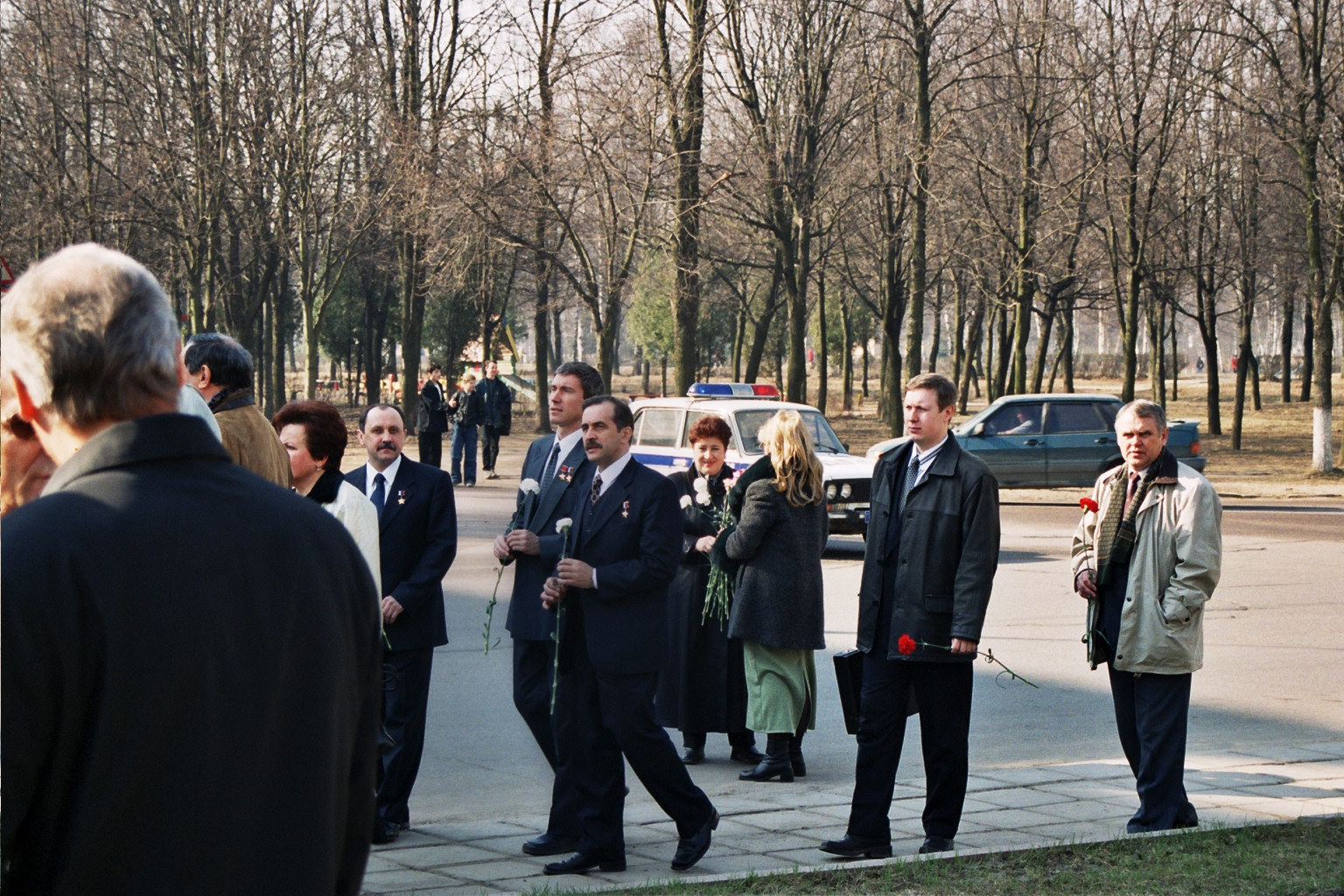
2002年の宇宙飛行士の日にユーリイ・ガガーリンの像に献花するセルゲイ・クリカレフ